# Renata Antropik
Renata Antropik, po mężu Kalińska (ur. 23 lutego 1978) – polska lekkoatletka specjalizująca się w biegach długodystansowych, medalistka mistrzostw Polski, reprezentantka Polski.

## Kariera sportowa
Była zawodniczką Zawiszy Bydgoszcz i Warszawianki.
Reprezentowała Polskę na mistrzostwach Europy w biegach przełajowych w 2002 (68. miejsce).
Na mistrzostwach Polski seniorów zdobyła jeden medal, srebrny w biegu na 10 000 metrów w 2006. W 2003 zdobyła brązowy w biegu na 800 metrów w halowych mistrzostwach Polski seniorów.
Pracowała jako nauczycielka, była wielokrotną mistrzyni Polski pracowników oświaty w biegu maratońskim (m.in. 2007, 2008, 2011, 2014
Rekordy życiowe: 
- 800 m – 2.10,38 (15.07.2000)
- 1500 m – 4.25,70 (03.08.2003)
- 3000 m – 9.48,48 (29.06.2002)
- 5000 m – 16.46,59 (25.05.2002)
- 10000 m – 35.43,96 (06.05.2006)
- półmaraton – 76.53 915.06.2006)
- maraton - 2:44.34 (16.10.2005)
- 3000 m z przeszkodami – 10.31,14 (30.08.2003)